# 2107-es mellékút (Magyarország)
A 2107-es számú mellékút egy valamivel kevesebb, mint nyolc kilométer hosszú, négy számjegyű mellékút Pest és Nógrád vármegyék határvidékén, a Cserhátban.

## Nyomvonala
Penc belterületén ágazik ki a 2106-os útból, kevéssel annak a 12+500-as kilométerszelvénye előtt, északnyugati irányban; első szakaszának települési neve Mikszáth út. Rövidesen kiér Penc lakott területéről, észak felé fordul, majd a 3. kilométere előtt átlép Nógrád megyébe és Keszeg település területére. Ennek központját a 4+100-as kilométerszelvénye után éri el, majd nyugat felől beletorkollik a 2-es főúttól odáig vezető 2114-es út, mintegy 12,608 kilométer megtételét követően.
Innen előbb kelet felé folytatódik, Dózsa út néven, majd ismét északkeleti lesz a fő iránya. A 6+400-as kilométerszelvénye közelében éri el Keszeg, Alsópetény és Nézsa hármashatárát, ettől kezdve többé-kevésbé e két utóbbi település határvonalát követve halad. Úgy is ér véget, 7,795 kilométer megtétele után, beletorkollva a 2115-ös útba, annak a 13+800-as kilométerszelvénye közelében.